# Biển Bắc
Biển Bắc (hay Bắc Hải), trước Thế chiến I ở Mỹ còn gọi là Đại dương Đức (German Ocean), là một vùng biển ở đông bắc Đại Tây Dương. Biển Bắc giáp Na Uy và Đan Mạch về phía đông, Scotland và Anh về phía tây, Đức, Hà Lan, Bỉ và Pháp về phía nam. Biển này có một nhánh là Skagerrak, nằm giữa Đan Mạch, Na Uy, và Thụy Điển, nối với biển Baltic qua Kattegat, Öresund, Belt Lớn và Belt Nhỏ. Biển Bắc thông với phần còn lại của Đại Tây Dương qua eo biển Dover vào eo biển Manche về phía nam, và qua biển Na Uy về phía bắc.
Những sông lớn đổ ra biển Bắc gồm có: sông Forth ở Edinburgh, sông Elbe ở Cuxhaven, sông Weser ở Bremerhaven, sông Ems ở Emden, sông Rhine và Meuse ở Rotterdam, sông Scheldt ở Flushing, sông Thames, và sông Humber ở Hull. Kênh đào Kiel, nối Bắc Hải và biển Baltic, là một trong những kênh tấp nập nhất châu Âu.

## Địa lý
Biển Bắc được giới hạn bởi quần đảo Orkney và các bờ biển đông của Anh và Scotland ở phía tây và miền bắc và trung của châu Âu lục địa về phía đông và nam gồm Na Uy, Đan Mạch, Đức, Hà Lan, Bỉ, và Pháp. Ở phía tây nam, bên cạnh eo biển Dover, eo biển Manche liên kết biển Bắc với Đại Tây Dương. Ở phía đông, nó nối với biển Baltic qua các eo biển hẹp Skagerrak và Kattegat, giữa Đan Mạch với Na Uy và Thụy Điển. Ở phía bắc nó có ranh giới với quần đảo Shetland, và thông với biển Na Uy.
Nó dài hơn 970 kilômét (600 mi) và rộng 580 kilômét (360 mi), và có diện tích 750.000 kilômét vuông (290.000 dặm vuông Anh) và thể tích 94.000 kilômét khối (23.000 mi khối). Xung quanh các rìa biển Bắc là các đảo và quần đảo có kích thước đáng kể như Shetland, Orkney, và quần đảo Frisia. Biển Bắc được cung cấp nước ngọt từ nhiều lưu vực thuộc châu Âu lục địa cũng như từ quần đảo Anh. Một phần lớn lưu vực châu Âu đổ vào biển Bắc cũng như đổ vào biển Baltic. Các sông lớn có ảnh hưởng quan trọng đối với biển Bắc là Elbe và Rhine – Meuse. Có khoảng 185 triệu người sống trong lưu vực của những sông đổ vào biển Bắc bao gồm một số khu vực công nghiệp hóa cao.

### Các đặc điểm chính
Hầu hết các phần của biển Bắc nằm trên thềm lục địa châu Âu với độ sâu 90 mét (300 ft). Chỉ ngoại trừ duy nhất là rãnh Na Uy kéo dài song song với bờ biển Na Uy từ Oslo đến khu vực phía bắc của Bergen. Nó rộng 20 và 30 kilômét (12 và 19 mi) và sâu tối đa 725 mét (2.379 ft).
Dogger Bank, một moraine rộng lớn, hay là tích tụ các mảnh vụn từ băng chưa được cố kết, cao 15 đến 30 m bên dưới bề mặt. Địa hình này là một địa điểm câu cá tốt nhất của biển Bắc. Long Forties và Broad Fourteens là những khu vực rộng lớn ở độ sâu 73 và 26 m. Các cấu trúc này và các cấu trúc khác nữa làm cho biển Bắc đặc biệt nguy hiểm đối với hàng hải, nhưng đã được giảm thiểu bằng hệ thống định vị vệ tinh. Devil's Hole nằm cách phía đông của Dundee, Scotland 200 dặm (320 km), là một chuỗi các rãnh bất đối xứng dài 20 và 30 kilômét (12 và 19 mi), rộng 1 và 2 kilômét (0,62 và 1,24 mi) và có độ sâu lên đến 230 mét (750 ft).

### Thủy văn

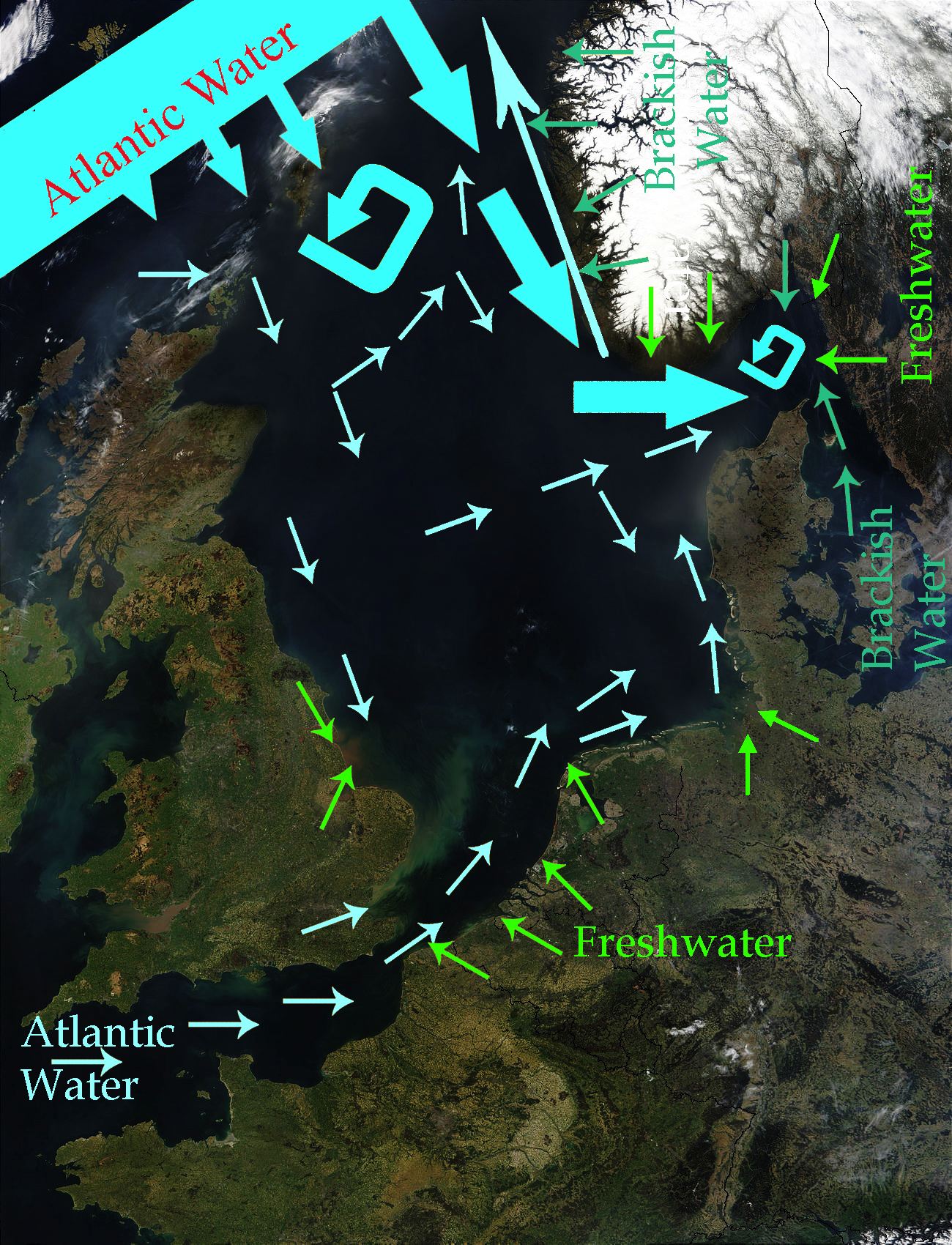
Các dòng hải lưu chính chảy trong biển Bắc

#### Nhiệt độ và độ mặn
Nhiệt độ trung bình vào mùa hè là 17 °C (63 °F) và 6 °C (43 °F) vào mùa đông. Nhiệt độ trung bình có xu hướng cao hơn kể từ năm 1988, và được cho là ảnh hưởng của sự biến đổi khí hậu. Nhiệt độ không khí trong tháng 1 trung bình giữa 0 đến 4 °C (32 đến 39 °F) và tháng 7 giữa 13 đến 18 °C (55 đến 64 °F). Các tháng mùa đông thường có bão và gió giật.
Độ mặn trung bình từ 34 đến 35 g/l. Độ mặn dao động cao nhất ở những nơi có dòng nước ngọt chảy vào như ở các cửa sông Rhine và Elbe, từ biển Baltic và dọc theo bờ biển Na Uy.

#### Tuần hoàn nước và thủy triều
Các dòng chảy tuần hoàn nước trong biển Bắc chảy theo hướng ngược chiều kim đồng hồ dọc theo các rìa.
Biển Bắc là một phần của Đại Tây Dương tiếp nhận phần lớn hải lưu từ vùng biển mở ở tây bắc, và một phần nhỏ hơn từ dòng hải lưu ấm qua eo biển Manche. Các dòng thủy triều này tạo nên thủy triều dọc theo bờ biển Na Uy. Các dòng hải lưu trên mặt và dưới sâu di chuyển theo nhiều hướng khác nhau. Các khối nước mặt ven bờ có độ mặn thấp chảy ra ngoài khơi xa, và các dòng nước sâu hơn, nặng hơn chảy về phía bờ.
Biển Bắc nằm trên thềm lục địa có các dạng sóng khác với sóng ở những vùng nước biển sâu. Khi vào bờ, tốc độ sóng giảm và biên độ sóng được tăng lên. Ở biển Bắc có 2 điểm amphidromos và điểm không hoàn toàn thứ 3. Trong biển Bắc, sự khác biệt thủy triều trung bình về biên độ sóng là 0 đến 8 mét (0 đến 26 ft).
Thủy triều Kelvin của Đại Tây Dương là sóng bán nhật triều chuyển động về phía bắc. Một phần năng lượng sóng này chuyển qua eo biển Manche vào biển Bắc. Sóng tiếp tục di chuyển về phía bắc trong Đại Tây Dương, và khi đến đầu mút phía bắc của Đảo Anh, sóng Kelvin chuyển hướng sang đông và nam và một lần nữa trở vào biển Bắc.

### Bờ biển

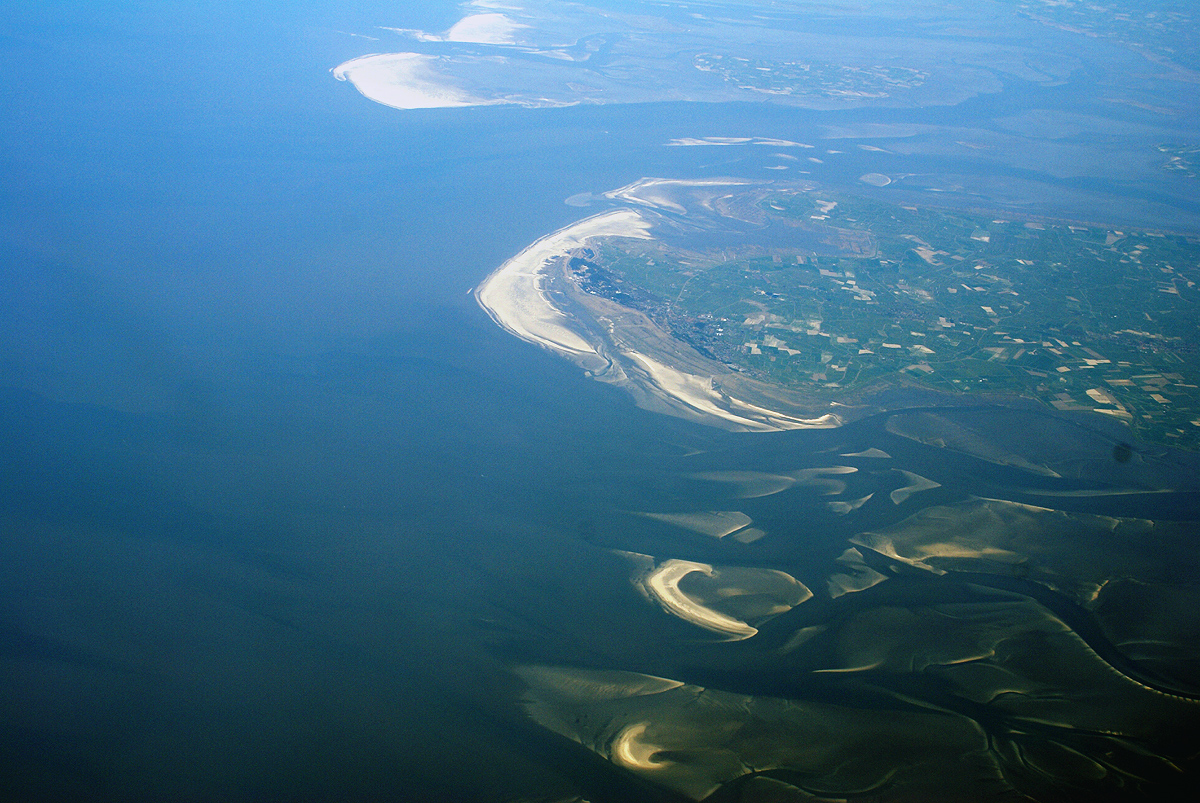
Bờ biển biển Bắc thuộc Đức

Các bờ biển phía đông và tây của biển Bắc có dạng lởm chởm, được hình thành bởi quá trình đóng băng trong suốt thời kỳ băng hà. Các đường bờ biển chạy dọc theo phần thuộc đầu tận cùng phía nam bị phủ bởi các trầm tích băng hà. Các núi thuộc Na Uy cắm xuống phía biển tạo ra các vịnh hẹp, sâu và các quần đảo. phía nam Stavanger, bờ biển ít lồi lõm hơn, số lượng các hòn đảo ít hơn. Bờ biển phía đông Scottland cũng tương tự, mặc dù ít nghiêm trọng hơn phía Na Uy. Từ đông bắc Anh, các vách đá trở nên thấp hơn và được cấu tạo bởi các trầm tích băng hà có sức kháng thấp hơn nên dễ bị xâm thực vì vậy các bờ biển có dạng các đường đồng mức tròn hơn. Ở Hà Lan, Bỉ và đông Anh (East Anglia) vùng ven biển thấp và có dạng địa hình đầm lầy. Bờ đông và đông nam của biển Bắc (biển Wadden) có các đường bờ biển được cấu tạo chủ yếu là cát và thẳng dọc theo dòng chảy dài dọc bờ, đặc biệt dọc theo Bỉ và Đan Mạch.

## Quản lý bờ biển

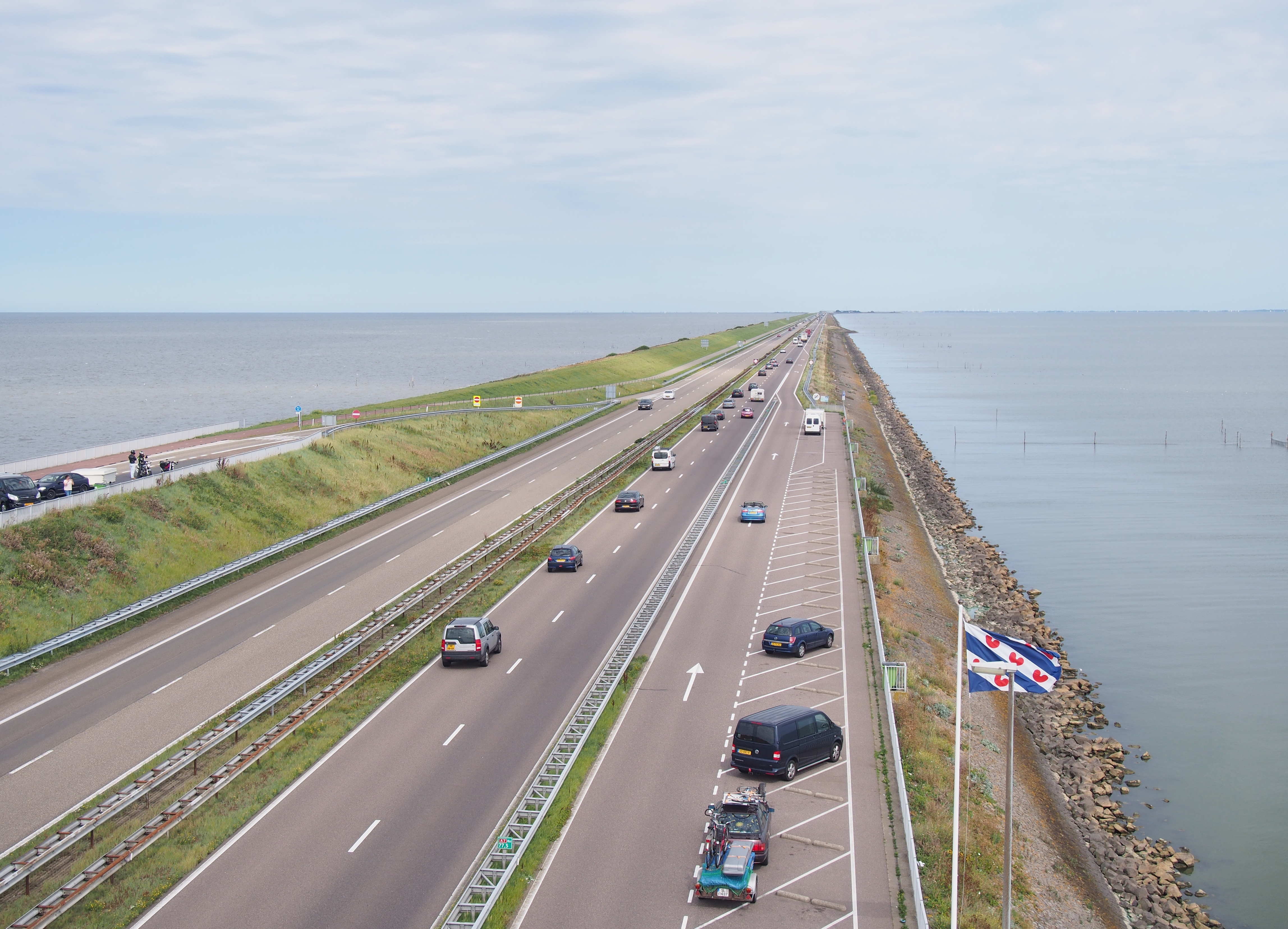
Đê kín Afsluitdijk là một loại đập quan trọng ở Hà Lan

Các khu vực bờ biển phía nam thời kỳ đầu từng là những đồng bằng ngập lụt và đầm lầy. Những khu vực này đặc biệt dễ bị tổn thương bởi các cơn bão và thủy triều, người dân sinh sống trên các vùng đất cao tự nhiên bên trong các con đê được đắp cao như spits và Geestland.:[302,303] Kể từ 500 TCN, con người đã xây dựng các ngọn đồi cao hơn mực nước lụt hiện tại.:[306,308] Chỉ vào khoảng đầu trung kỳ Trung cổ năm 1200, những cư dân ở đây đã liên kết các đê tròn này thành một đường đê kéo dài dọc theo toàn bộ bờ biển, qua đó biến những khu vực lân cận giữa đất liền và biển thành những vùng đất vững chắc cho định cư lâu dài.
Các dạng đê hiện đại được xây dựng bổ sung thêm bởi các đê tràn và kênh dẫn dòng bắt đầu xuất hiện trong thế kỷ 17 và 18, được xây dựng ở Hà Lan. Các trận lụt ở biển Bắc trong các năm 1953 và 1962 đã thúc đẩy việc tôn cao thêm các con đê cũng như rút ngắn đường bờ biển nhằm làm giảm diện tích chịu tác động của các cơn bão và sự tàn phá của biển. Hiện tại, 27% diện tích của Hà Lan nằm dưới mực nước biển được bảo vệ bằng các con đê, cồn cát và các bãi biển thoải.
Quản lý bờ biển ngày nay bao gồm nhiều mức độ khác nhau. Sườn đê thoải sẽ làm giảm năng lượng tấn công vào bờ của sóng biển vì thế bản thân đê sẽ không tiếp nhận toàn bộ tác động từ nguồn năng lượng này. Các con đê nằm ngay tại bờ biển nhằm củng cố sự ổn định của bờ. Các con đê, qua nhiều năm, được nâng lên nhiều lần, đôi khi lên đến 9 mét (30 ft) và được làm phẳng hơn để giảm xâm thực của sóng biển. Ở những nơi mà cồn cát đủ bền để bảo vệ vùng đất phía sau nó, thì trên đó người ta trồng các loài cỏ để bảo vệ chúng từ sự xâm thực do gió, nước và giao thông.

### Nước dâng do bão

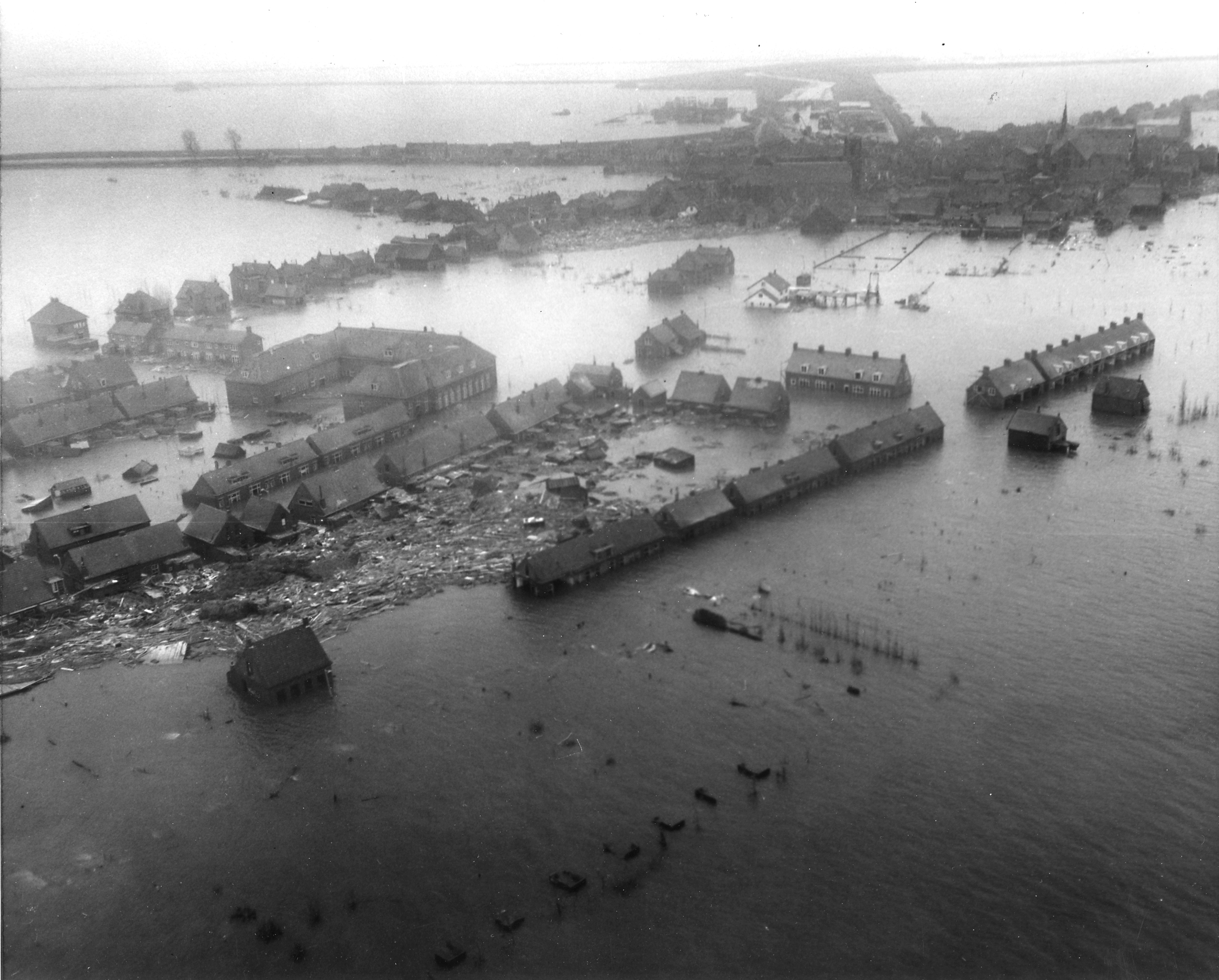
Zuid-Beveland, Trận lụt biển Bắc, 1953.

Nước dâng do bão đặc biệt đe dọa các bờ biển của Hà Lan, Bỉ, Đức và Đan Mạch và những vùng đất thấp ở miền đông nước Anh đặc biệt là khu vực xung quanh The Wash và Fens.
Nước dâng do bão gây ra bởi sự thay đổi áp suất khí quyển kết hợp với gió mạnh tạo ra sóng trên bề mặt biển.
Nước dâng do bão được ghi nhận đầu tiên tại Julianenflut, vào ngày 17 tháng 2 năm 1164, và Jadebusen (một vịnh thuộc Đức) bắt đầu hình thành.
Lần nước dâng do bão năm 1228 được ghi nhận là đã cướp đi sinh mạng của hơn 100.000 người. Năm 1362, trận lụt Second Marcellus, hay còn được gọi là Grote Manndränke, đã tấn công toàn bộ bờ biển phía nam của biển Bắc. Các biên niên sử một lần nữa ghi nhận có hơn 100.000 người thiệt mạng làm cho nhiều phần bờ biển rộng lớn bị nhấn chìm vĩnh viễn dưới mực nước biển bao gồm cả thành phố bị mất tích huyền thoại Rungholt. 
Trong thế kỷ 20, trận lụt biển Bắc năm 1953 đã làm ngập lụt nhiều bờ biển của các quốc gia và gây thiệt mạng hơn 2.000 người.
315 công dân của Hamburg thiệt mạng trong trận lụt biển Bắc năm 1962.:[79,86]

### Sóng thần
Mặc dù hiếm gặp sóng thần nhưng biển Bắc là nơi có hoạt động sóng thần đã được ghi nhận. Storegga Slide là một loạt các vụ trượt lở dưới nước, chúng là một phần thuộc thềm lục địa Na Uy. Các vụ trượt lở lớn đã xảy ra giữa 8150 TCN và 6000 TCN, và gây nên sóng thần cao đến 20 mét (66 ft) quét qua biển Bắc, gây ảnh hưởng nặng nề đối với Scotland và quần đảo Faroe.
Trận động đất eo biển Dover, 1580 nằm trong số các trận động đất được ghi nhận đầu tiên ở biển Bắc có độ lớn trong khoảng 5,6 đến 5,9 theo thang độ lớn Richter. Sự kiện này gây nên sự phá hủy nặng nề ở Calais bởi chấn động của nó và có thể từ sóng thần, mặc dù việc này chưa bao giờ được xác nhận. Một giả thuyết là đã có sự trượt lở lớn dưới nước thuộc eo biển Manche do động đất, và vụ trượt lớn này lại gây nên sóng thần. Một đợt sóng thần tấn công khu vực này từ trận động đất Lisboa 1755 ảnh hưởng đến Hà Lan, mặc dù các đợt sóng đã mất năng lượng không đủ gây phá hoại đến khu vực này. Trận động đất lớn nhất từng được ghi nhận tại vương quốc Anh năm 1931 tại Dogger Bank có độ lớn 6,1 theo thang Richter và gây nên đợt sóng thần nhỏ làm ngập lụt một số bờ biển của Anh.

## Địa chất
Các biển nội địa nông giống như biển Bắc hiện tại từng tồn tại trong một thời gian dài trên thềm lục địa châu Âu. Việc tách giãn đã hình thành nên phần phía bắc của Đại Tây Dương trong suốt kỷ Jura và kỷ Creta, cách đây khoảng 150 triệu năm, gây ra bởi nâng kiến tạo hình thành nên quần đảo Anh. Kể từ đó, vùng biển nông hầu như kéo dài liên tục hình thành giữa những khu vực cao của Fennoscandian Shield và quần đảo Anh. Tiền thân này của biển Bắc ngày nay đã phát triển và thu hẹp cùng với sự nâng lên và hạ thấp của sự dao động mực nước biển theo các thời kỳ địa chất. Đôi khi nó nối thông với các vùng biển nông khác như vùng biển phía trên bồn trũng Paris nằm ở tây nam, biển Paratethys ở đông nam, hoặc đại dương Tethys ở phía nam.
Trong suốt thời kỳ Creta muộn, cách nay khoảng 85 triệu năm, tất cả phần đất liền của châu Âu hiện tại trừ Scandinavia là một nhóm các đảo phân tán. Cho đến đầu Oligocene, 34-28 triệu năm, sự xuất hiện của Tây và Trung Âu đã tách biệt hoàn toàn với biển Bắc với đại dương Tethys, đại dương này dần dần co lại để trở thành Địa Trung Hải như Nam Âu và Tây Á trở thành vùng đất khô. Biển Bắc bị tách biệt với eo biển Manche bởi một cầu đất hẹp cho đến khi nó bị phá vở bởi hai trận đại hồng thủy cách đây 450.000 và 180.000 years ago. Khi bắt đầu kỷ Đệ tứ cách đây 2,6 triệu năm, mực nước biển cổ đã bị hạ thấp trong suốt các thời gian đóng băng và sau đó dâng lên trong thời gian băng tan. Mỗi khi các lớp băng đạt đất diện tích lớn nhất, biển Bắc trở nên khô hoàn toàn. Đường bờ biển hiện nay được hình thành sau thời kỳ băng hà gần đây nhất khi biển bắt đầu bị ngập lụt thềm lục địa châu Âu.
Năm 2006, một mảnh xương được phát hiện trong khi khoan thăm dò dầu khí ở biển Bắc. Kết quả phân tích cho thấy rằng nó là Plateosaurus sống trong giai đoạn cách đây khoảng 199 - 216 triệu năm. Đây là xương khủng long bị chôn vùi sâu nhất từng được phát hiện và lần đầu tiên phát hiện ở Na Uy.

## Kinh tế

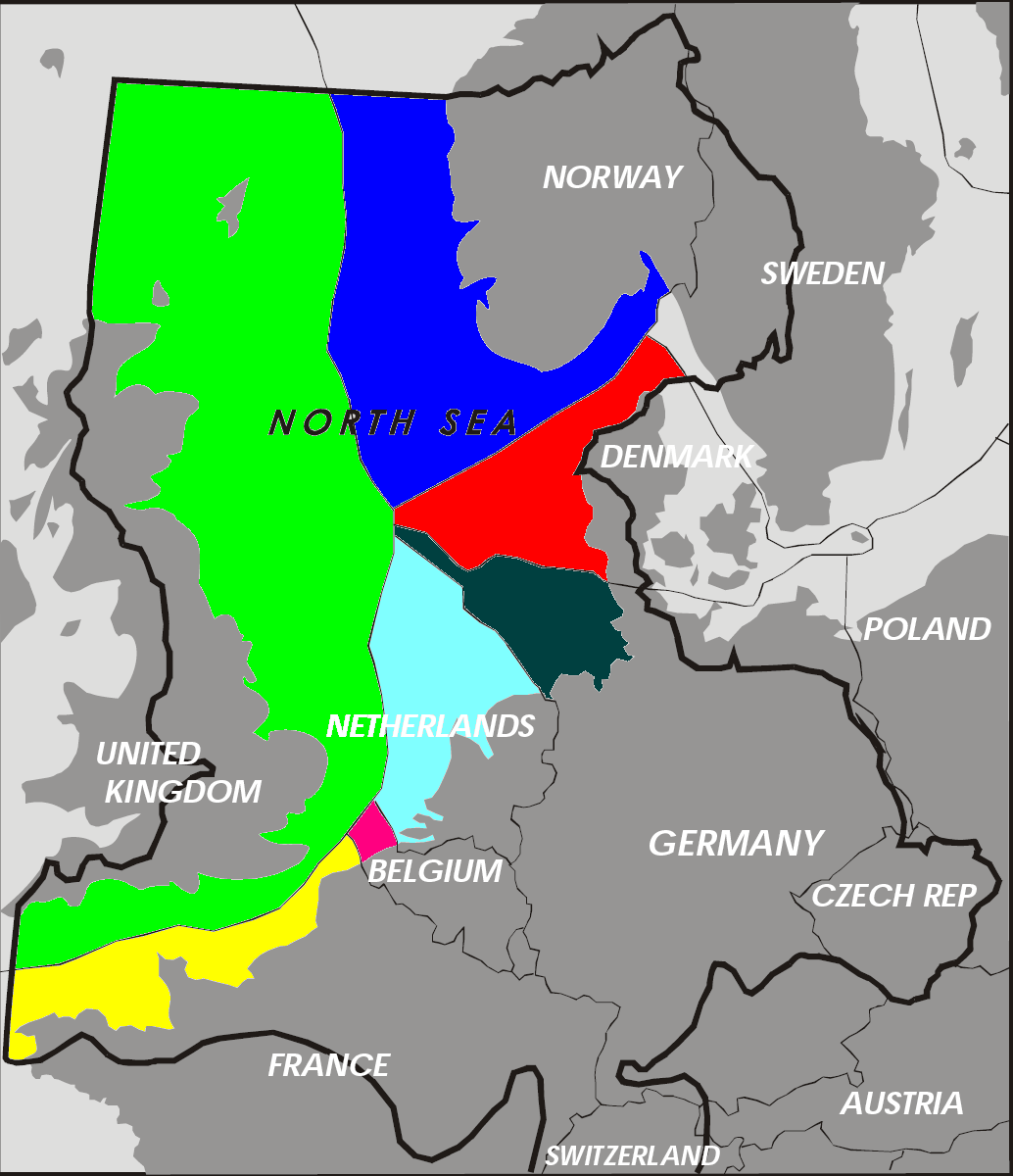
Các vùng đặc quyền kinh tế trong biển Bắc

### Vị thế chính trị
Các quốc gia có ranh giới với biển Bắc đều tuyên bố vùng lãnh hải 12 hải lý (22 km; 14 mi), trong đó họ có toàn quyền khai thác cá. Chính sách khai thác cá chung của Liên minh châu Âu được áp dụng để điều phối quyền khai thác cá và là cơ sở hỗ trợ giải quyết các tranh chấp của các quốc gia trong thuộc EU và các nước có ranh giới với Na Uy.
Sau khi phát hiện ra các nguồn tài nguyên khoáng sản trong biển Bắc, Công ước về thềm lục địa đã thiết lập nên các quyền của quốc gia chủ yếu được phân chia chạy dọc theo đường trung bình. Đường này được định nghĩa là một đường mà mỗi điểm của nó cách đều các điểm gần nhất của đường cơ sở từ đó xác định bề rộng lãnh hải của quốc gia sở hữu nó."
Phần đáy biển có ranh giới giữa Đức, Hà Lan và Đan Mạch đã được xác định lại sau các cuộc đàm phát kéo dài và theo phán quyết của Tòa án Công lý Quốc tế.

### Dầu và khí

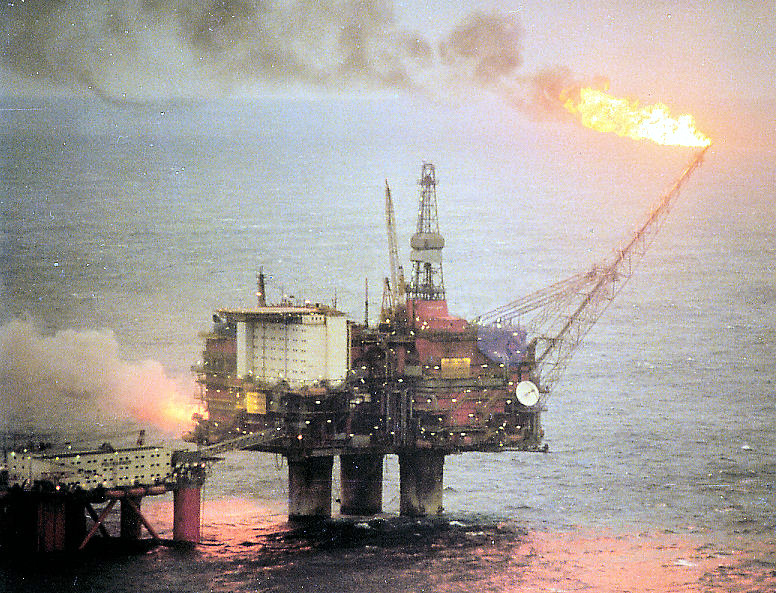
Giàm khoan dầu Statfjord

Vào đầu năm 1859, người ta phát hiện dầu ở những khu vực gần bờ quanh biển Bắc và trong khi đó khí thiên nhiên được phát hiện vào đầu năm 1910.
Công tác khoan thử nghiệm bắt đầu năm 1966 và sau đó vào năm 1969, công ty dầu mỏ Phillips đã phát hiện ra mỏ dầu Ekofisk đặc biệt có giá trị do hàm lượng lưu huỳnh thấp. Khai thác dầu thương mại bắt đầu năm 1971 với các tàu chở dầu và sau năm 1975, vận chuyển bằng đường ống, đầu tiên nối với Teesside, Anh và sau đó năm 1977 là Emden, Đức.
Việc khai thác các vỉa dầu biển Bắc chỉ bắt đầu kể từ sau cuộc khủng hoảng dầu mỏ năm 1973, và sự leo thang của giá dầu thế giới làm thúc đẩy việc đầu tư cho một ngành hấp dẫn này.

### Đánh cá

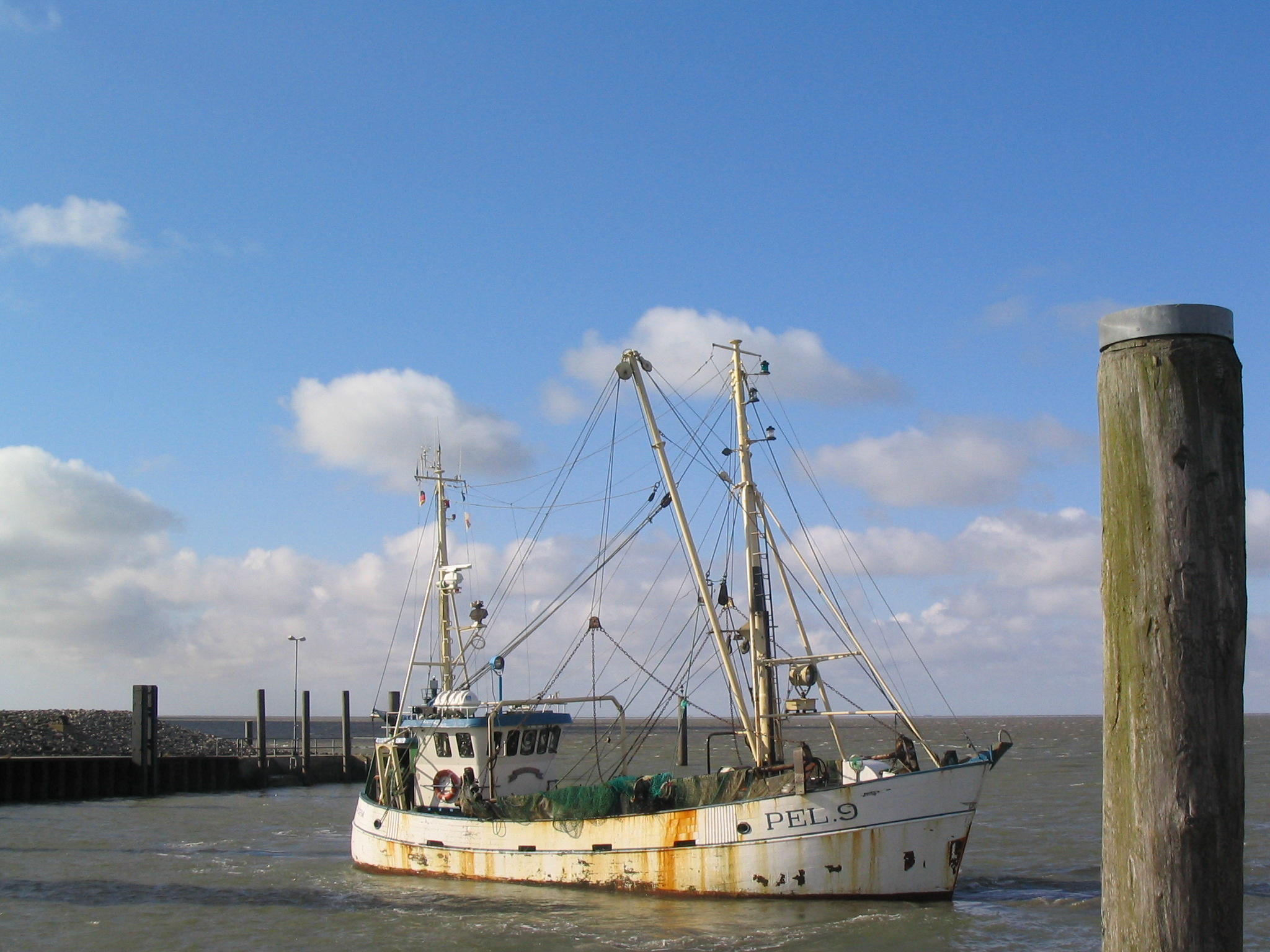
Một con tàu đánh cá ở Nordstrand, Đức.

Biển Bắc là ngư trường chính của châu Âu, nó chiếm 5% sản lượng cá thương mại được đánh bắt trên thế giới. Đánh bắt cá trong biển Bắc chủ yếu tập trung ở các vùng bờ biển phía nam. Phương pháp đánh cá chủ yếu là dùng lưới.
Năm 1995, Tổng lượng cá và các loài động vật có vỏ được đánh bắt ở biển Bắc khoảng 3,5 triệu tấn. Bên cạnh cá, người ta ước tính có khoảng 1 triệu tấn các loại khác bị dính vào lưới phải bỏ đi hàng năm.
Trong những thập niên gần đây, đánh bắt cá quá mức đã khiến cho nhiều loài cá không thể sinh sản, gây xáo trộn chuỗi thức ăn và làm mất công ăn việc làm trong ngành đánh bắt cá. Ngành đánh bắt cá trích, cá tuyết và cá chim có thể sẽ sớm đối mặt với hoàn cảnh tương tự như đánh bắt cá thu đã bị dừng trong thập niên 1970 do đánh bắt quá mức.
Mục tiêu của chính sách đánh bắt cá chung của EU là giảm thiểu những tác động môi trường liên quan đến việc sử dụng tài nguyên bằng cách giảm lượng cá bị thải bỏ, tăng sản lượng cá thu hồi, ổn định các thị trường tiêu thụ cá và quy trình sản xuất cá, và cung cấp cá với mức giá hợp lý cho người tiêu thụ.

### Tài nguyên khoáng sản
Ngoài dầu, khí, và cá, các quốc gia ven biển Bắc cũng khai thác hàng triệu mét khối cát và sạn mỗi năm. Các vật liệu này được sử dụng để nuôi bãi biển, san lấp nền đất và phục vụ xây dựng.
Các mảnh hổ phách bị mài tròn có thể được thu nhặt trên bờ biển đông của Anh.